# Geissaspis keilii
Geissaspis keilii är en ärtväxtart som beskrevs av De Wild. Geissaspis keilii ingår i släktet Geissaspis och familjen ärtväxter. Inga underarter finns listade i Catalogue of Life.